# Trigonopterygidae
Los trigonopterígidos (Trigonopterygidae) son una familia de insectos ortópteros celíferos. Se distribuye por el Sur de Asia y el Sudeste de Asia.

## Géneros
Según Orthoptera Species File (31 mars 2010):
- Borneacridinae Kevan, 1952
  - Borneacris Ramme, 1941
  - Moultonia Bolívar, 1914
- Trigonopteryginae Walker, 1870
  - Pseudopyrgus Kevan, 1966
  - Systella Westwood, 1841
  - Trigonopteryx Charpentier, 1841